# Wiktor Ruban
Wiktor Ruban (ukr. Віктор Геннадійович Рубан, ur. 24 maja 1981 w Charkowie), ukraiński łucznik sportowy. Dwukrotny medalista olimpijski.
Największe sukcesy odnosi na igrzyskach. W 2004 w Atenach razem z kolegami zajął trzecie miejsce w rywalizacji drużynowej, cztery lata później został indywidualnym mistrzem olimpijskim. W 2009 stanął na najniższym stopniu podium mistrzostw świata.